# Anoplotermes fumosus
Anoplotermes fumosus är en termitart som först beskrevs av Hagen 1860.  Anoplotermes fumosus ingår i släktet Anoplotermes och familjen Termitidae. Inga underarter finns listade i Catalogue of Life.